# Ardisia hagenii
Ardisia hagenii är en viveväxtart som beskrevs av Cyrus Longworth Lundell. Ardisia hagenii ingår i släktet Ardisia och familjen viveväxter. Inga underarter finns listade i Catalogue of Life.